# Ferenc Berko
Ferenc Berko (* 28. Januar 1916 in Nagyvárad; † 18. März 2000 in Aspen (Colorado)) war ein aus Ungarn stammender amerikanischer Fotograf, Fotojournalist und Filmemacher. Berko gilt als Pionier der Farbfotografie.

## Leben und Werk
Ferenc zog nach dem Tod der Mutter 1921 mit seinem Vater, einem Facharzt für Nervenkrankheiten, nach Dresden. Er besuchte Schulen in Dresden und Frankfurt am Main. Unter dem Eindruck von Vorbildern wie Hein Gorny, László Moholy-Nagy und Walter Gropius entstanden erste Aufnahmen. Ab 1933 lebte er in London, wo er die Grammar School besuchte. Dort machte er die Bekanntschaft von Emil Otto Hoppé; ferner hatte er Kontakt zu Marcel Lajos Breuer, György Kepes und Moholy-Nagy. Nachdem er den ersten Preis bei einem Fotowettbewerb gewonnen hatte, wandte er sich intensiv der Fotografie zu. Es folgten mehrere Paris-Aufenthalte und Veröffentlichungen in Zeitschriften wie Paris-Magazine und The Naturalist. 1938 zog er nach Bombay, wo er als Filmemacher und Fotograf für die britische Militärverwaltung tätig war. Im eigenen Fotostudio entstanden dann fotojournalistische und dokumentarische Arbeiten, Industriefotografie, Werbung, Reportagen und Porträts. Seine Fotografien, vor allem seine Aktstudien, erschienen regelmäßig in Zeitschriften wie Lilliput, Minicam, U.S. Camera, Popular Photography; er war aber im Hauptberuf Porträtfotograf. Auf Einladung von László Moholy-Nagy reiste Berko 1947 kurz nach seiner Rückkehr nach Europa in die Vereinigten Staaten, um an der Chicago School of Design (dem heutigen Institute of Design) zu unterrichten. 1948/49 arbeitete er in London. Walter Paepcke, Vorsitzender der  Container Corporation of America, holte ihn 1949 nach Aspen, um für seine Firma zu arbeiten. In der Folge entstand eine Dokumentation der von Paepke initiierten kulturellen Aktivitäten in Aspen; danach lebte er dort als freischaffender Fotograf und Filmemacher. Zu seinen Themen gehörten vor allem abstrakte Landschaftsaufnahmen und die Architekturfotografie, wobei er die Nachkriegsentwicklung der Stadt Aspen dokumentierte. Es folgten Ausstellungen seiner Fotografien im Cincinnati Museum of Art, im Amon Carter Museum in Fort Worth, im Center for Creative Photography in Tucson, im Fotografie Forum Frankfurt und im International Center of Photography Collection in New York.

## Bibliografie
- Ferenc Berko: 60 Jahre Fotografie – The discovering eye. mit Beiträgen von Colin Ford und Helmut Gernsheim. Karl Steinorth (Hrsg.)  Düsseldorf : Ed. Stemmle, c 1991., 1991, ISBN 3-7231-0424-X / ISBN 978-3-7231-0424-8

## Lexikalischer Eintrag
- Hans-Michael Koetzle: Fotografen A-Z. Taschen Deutschland, 2015, ISBN 978-3-8365-5433-6